# Piața C. A. Rosetti
La Piața C. A. Rosetti és una plaça del sector 2, Bucarest, situada entre la plaça 21 de desembre de 1989 i la plaça Pache Protopopescu, a la intersecció entre el bulevard Carol I, Str. Vasile Lascăr, Str. Diana i Str. R. Cristian. Al mig de la plaça hi ha un petit parc amb el Monument de CA Rosetti, creat per Wladimir Hegel, fosa en bronze el 1902 a l’Escola d’Arts i Oficis de Bucarest i inaugurada el 20 d’abril de 1903. El monument mostra un CA Rosetti assegut en una butaca, en actitud de meditació.